# Tvoje tvář má známý hlas (6. řada)
Šestá řada zábavné televizní show Tvoje tvář má známý hlas měla premiéru 7. září 2019 na TV Nova, finále proběhlo 23. listopadu 2019. Vítězem se stal Marek Lambora, který výhru 150 000 Kč věnoval Spolku Ichtyóza.

## Formát
Každý ze soutěžících si v každém kole vylosuje jednu známou osobnost, kterou v následujícím týdnu napodobí. Slouží jim k tomu profesionální tým maskérů, tanečníků a odborníků na zpěv a herectví. Jejich úkolem je napodobit ji tak, aby zaujala porotu, která na konci večera rozdá body od 1 až po 8. Soutěžící, který má za večer nejvíce bodů, vyhraje a přiděluje 50 000 Kč libovolné charitativní společnosti. V případě remízy rozhoduje porota. O vítězi také rozhodují sami soutěžící, jelikož každý z nich má ještě pět speciálních bodů, které uděluje jednomu ze svých kolegů. Pokud se soutěžící dělí o poslední místo spolu s jiným soutěžícím, je na poslední místo vždy určen pouze jeden.
Body se průběžně sčítají až do konce jedenáctého kola – semifinále, kdy čtyři účinkující s nejvyšším počtem bodů postoupí do finále. O celkovém vítězi rozhodne porota ve finálovém kole. Vítěz obdrží 150 000 Kč a předá je libovolné charitě.

## Obsazení

### Moderátor a porota
Moderátorem byl Ondřej Sokol. Členy poroty se stali Jakub Kohák, Janek Ledecký a Aleš Háma. Čtvrtým členem poroty byl vždy speciální host.
Aleš Háma byl ve třetím díle vystřídán Zdeňkem Pohlreichem.
| Týden | Jméno              | Týden | Jméno              |
| ----- | ------------------ | ----- | ------------------ |
| 1.    | Michaela Badinková | 7.    | Hana Zagorová      |
| 2.    | Jitka Čvančarová   | 8.    | Patrik Děrgel      |
| 3.    | Tereza Mašková     | 9.    | Lucie Bílá         |
| 4.    | Sharlota           | 10.   | Tatiana Dyková     |
| 5.    | Kristýna Leichtová | 11.   | Jasmina Alagič     |
| 6.    | Leoš Mareš         | 12.   | Michaela Badinková |

### Soutěžící
Tým soutěžících se skládal z osmi osobností:
- čtyři ženy (Zuzana Norisová, Debbi Kahlová, Kateřina Brožová a Kateřina Marie Fialová)
- čtyři muži (Robert Urban, Marek Lambora, Roman Zach a Ján Jackuliak)

| Jméno osobnosti        | Profese  | Vyhrané týdny       | Prohrané týdny | Výsledek |
| ---------------------- | -------- | ------------------- | -------------- | -------- |
| Marek Lambora          | Herec    | 2., 9., 11., Finále | —              | Vítěz    |
| Kateřina Marie Fialová | Herečka  | 8.                  | —              | 2. místo |
| Roman Zach             | Herec    | 5.                  | 6., 8.         | 3. místo |
| Debbi                  | Zpěvačka | 6.                  | 9.             | 4. místo |
| Robert Urban           | Herec    | 4., 10.             | 2., 3., 5., 7. | 5. místo |
| Zuzana Norisová        | Herečka  | 7.                  | 10.            | 6. místo |
| Kateřina Brožová       | Herečka  | 3.                  | 1.             | 7. místo |
| Ján Jackuliak          | Herec    | 1.                  | 4., 11.        | 8. místo |

### Mentoři
Soutěžícím při přípravách vystoupení pomáhají mentoři:
| Herectví     | Patrik Děrgel             |
| Zpěv         | Linda Finková             |
| Choreografie | Yemi A.D. Angeé Svobodová |

## Přehled vítězů
| Kolo         | Soutěžící              | Vystupující jako   | Nadace                             |
| ------------ | ---------------------- | ------------------ | ---------------------------------- |
| 1.           | Ján Jackuliak          | Aretha Franklin    | Azylový dům Sára pro matky s dětmi |
| 2.           | Marek Lambora          | Mick Jagger        | Spolek Ichtyóza                    |
| 3.           | Kateřina Brožová       | Macy Gray          | Nadační fond Slunce pro všechny    |
| 4.           | Robert Urban           | Marilyn Monroe     | Asociace rodičů dětí s DMO         |
| 5.           | Roman Zach             | Nicolas Reyes      | Nadační fond Krtek                 |
| 6.           | Debbi                  | The Weeknd         | Cesta za snem                      |
| 7.           | Zuzana Norisová        | CeeLo Green        | Jonášův spolek, z.s.               |
| 8.           | Kateřina Marie Fialová | Michael Jackson    | Handipet Rescue                    |
| 9.           | Marek Lambora          | Missy Elliott      | Spolek Ichtyóza                    |
| 10.          | Robert Urban           | Jana Kratochvílová | Asociace rodičů dětí s DMO         |
| 11.          | Marek Lambora          | Freddie Mercury    | Spolek Ichtyóza                    |
| 12. (finále) | Marek Lambora          | Prince             | Spolek Ichtyóza                    |

## Přehled vystoupení
| Soutěžící              | První týden              | Druhý týden                    | Třetí týden            | Čtvrtý týden            | Pátý týden                | Šestý týden                  | Sedmý týden                | Osmý týden                 | Devátý týden             | Desátý týden           | Semifinále            | Finále          |
| ---------------------- | ------------------------ | ------------------------------ | ---------------------- | ----------------------- | ------------------------- | ---------------------------- | -------------------------- | -------------------------- | ------------------------ | ---------------------- | --------------------- | --------------- |
| Marek Lambora          | Cher                     | Mick Jagger The Rolling Stones | Jason Derulo           | Justin Timberlake       | Ben E. King               | Naďa Urbánková               | Hugh Jackman               | Ryan Gosling               | Missy Elliott            | Šimon Caban            | Freddie Mercury Queen | Prince          |
| Kateřina Marie Fialová | Jiří Korn                | Jennifer Lopez                 | Nicki Minaj            | Sean Kingston           | Avril Lavigne             | Rihanna                      | Taylor Swift               | Michael Jackson            | Billie Eilish            | Berenika Kohoutová     | Camila Cabello        | Sia             |
| Roman Zach             | Till Lindemann Rammstein | Bradley Cooper                 | Ella Fitzgeraldová     | Elvis Presley           | Nicolas Reyes Gipsy Kings | Dexter Holland The Offspring | Juraj Kukura               | Tshawe Baqwa Madcon        | Dani Klein Vaya Con Dios | Josef Vojtek Kabát     | Michael Stipe R.E.M.  | Lionel Richie   |
| Debbi                  | LP                       | Eminem                         | Christina Aguilera     | Marilyn Manson          | Janis Joplin              | The Weeknd                   | MØ                         | P!nk                       | Nikki Blonsky Hairspray  | Peter Dvorský          | Adele                 | Beyoncé         |
| Robert Urban           | Mikolas Josef            | Tina Turner                    | Steven Tyler Aerosmith | Marilyn Monroe          | PSY                       | Álvaro Soler                 | Lucía Muñozová Las Ketchup | Miroslav Žbirka            | Robbie Williams          | Jana Kratochvílová     | RuPaul                | Lil Nas X       |
| Zuzana Norisová        | Britney Spears           | Kate Bushová                   | Barry Gibb Bee Gees    | Katy Perry              | Kapitán Demo              | Meghan Trainor               | CeeLo Green Gnarls Barkley | Kate Piersonová The B-52's | Kylie Minogue            | Dara Rolins            | Robert Smith The Cure | Billy Ray Cyrus |
| Kateřina Brožová       | Snoop Dogg               | Rita Ora                       | Macy Gray              | Madonna                 | Annie Lennox              | Stevie Wonder                | Whitney Houston            | Gwen Stefani               | Redfoo LMFAO             | Helena Vondráčková     | Liza Minnelliová      | Lady Gaga       |
| Ján Jackuliak          | Aretha Franklin          | Bruno Mars                     | Ed Sheeran             | Franky Gee Captain Jack | Janet Jacksonová          | Ewan McGregor                | David Draiman Disturbed    | Netta                      | Jason Kay Jamiroquai     | Richard Krajčo Kryštof | Jacek All X           | Tony Bennett    |

Legenda
     soutěžící se umístil na prvním místě
     soutěžící se umístil na posledním místě
     soutěžící byl nehodnocen
     soutěžící byl vyřazen

### Souhrn bodů
| Souhrn bodů            | Souhrn bodů | Souhrn bodů | Souhrn bodů | Souhrn bodů | Souhrn bodů | Souhrn bodů | Souhrn bodů | Souhrn bodů | Souhrn bodů | Souhrn bodů | Souhrn bodů | Souhrn bodů | Souhrn bodů |
| Soutěžící              | 1.          | 2.          | 3.          | 4.          | 5.          | 6.          | 7.          | 8.          | 9.          | 10.         | 11.         | Body        | Umístění    |
| ---------------------- | ----------- | ----------- | ----------- | ----------- | ----------- | ----------- | ----------- | ----------- | ----------- | ----------- | ----------- | ----------- | ----------- |
| Marek Lambora          | 5. 21       | 1. 36       | 5. 14       | 4. 22       | 3. 25       | 4. 22       | 3. 29       | 4. 21       | 1. 48       | 4. 22       | 1. 52       | 312         | Vítěz       |
| Kateřina Marie Fialová | 2. 27       | 3. 28       | 6. 13       | 6. 15       | 5. 24       | 2. 35       | 5. 19       | 1. 62       | 5. 19       | 6. 19       | 5. 20       | 281         | 2. místo    |
| Roman Zach             | 4. 23       | 4. 25       | 3. 33       | 7. 15       | 1. 40       | 8. 10       | 2. 30       | 8. 8        | 4. 23       | 3. 23       | 6. 20       | 250         | 3. místo    |
| Debbi                  | 7. 14       | 2. 35       | 4. 27       | 3. 22       | 4. 24       | 1. 40       | 7. 13       | 2. 22       | 8. 8        | 5. 19       | 3. 25       | 249         | 4. místo    |
| Robert Urban           | 3. 25       | 8. 11       | 8. 12       | 1. 44       | 8. 9        | 3. 27       | 8. 7        | 3. 22       | 2. 29       | 1. 47       | 7. 9        | 242         | —           |
| Zuzana Norisová        | 6. 16       | 6. 18       | 2. 35       | 5. 18       | 7. 11       | 6. 18       | 1. 47       | 5. 20       | 6. 18       | 8. 15       | 4. 24       | 240         | —           |
| Kateřina Brožová       | 8. 13       | 5. 18       | 1. 38       | 2. 40       | 6. 11       | 5. 21       | 6. 17       | 6. 16       | 7. 14       | 2. 23       | 2. 27       | 238         | —           |
| Ján Jackuliak          | 1. 45       | 7. 13       | 7. 12       | 8. 8        | 2. 40       | 7. 11       | 4. 22       | 7. 13       | 3. 25       | 7. 16       | 8. 7        | 212         | —           |

## Jednotlivé týdny

### První týden
- Se speciálním číslem vystoupily Eva Burešová, Berenika Kohoutová, Markéta Procházková, Markéta Konvičková, Jitka Boho a Anna Slováčková jako The Pussycat Dolls s písní „Buttons“.

| Poř. | Soutěžící              | Osobnost        | Píseň                                     | Body (porotců a bonusové) | Body (porotců a bonusové) | Body (porotců a bonusové) | Body (porotců a bonusové) | Body (porotců a bonusové) | Celkem bodů | Finální pořadí | Speciální body |
| Poř. | Soutěžící              | Osobnost        | Píseň                                     | Kohák                     | Badinková                 | Ledecký                   | Háma                      | Bonus                     | Celkem bodů | Finální pořadí | Speciální body |
| ---- | ---------------------- | --------------- | ----------------------------------------- | ------------------------- | ------------------------- | ------------------------- | ------------------------- | ------------------------- | ----------- | -------------- | -------------- |
| 1    | Kateřina Marie Fialová | Jiří Korn       | „Hotel Ritz“                              | 3                         | 7                         | 4                         | 8                         | 5                         | 27          | 2.             | Ján            |
| 2    | Marek Lambora          | Cher            | „Welcome to Burlesque“                    | 6                         | 1                         | 3                         | 6                         | 5                         | 21          | 5.             | Ján            |
| 3    | Debbi                  | LP              | „Girls Go Wild“                           | 4                         | 3                         | 6                         | 1                         | 0                         | 14          | 7.             | Marek          |
| 4    | Roman Zach             | Till Lindemann  | „Amerika“                                 | 2                         | 4                         | 5                         | 7                         | 5                         | 23          | 4.             | Ján            |
| 5    | Zuzana Norisová        | Britney Spears  | „I'm a Slave 4 U“                         | 1                         | 8                         | 2                         | 5                         | 0                         | 16          | 6.             | Ján            |
| 6    | Robert Urban           | Mikolas Josef   | „Lie to Me“                               | 7                         | 2                         | 8                         | 3                         | 5                         | 25          | 3.             | Roman          |
| 7    | Kateřina Brožová       | Snoop Dogg      | „Sensual Seduction“                       | 5                         | 5                         | 1                         | 2                         | 0                         | 13          | 8.             | Kateřina F.    |
| 8    | Ján Jackuliak          | Aretha Franklin | „(You Make Me Feel Like) A Natural Woman“ | 8                         | 6                         | 7                         | 4                         | 20                        | 45          | Vítěz          | Robert         |

### Druhý týden
- S Romanem Zachem vystoupila Eva Burešová jako Lady Gaga.

| Poř. | Soutěžící              | Osobnost       | Píseň                 | Body (porotců a bonusové) | Body (porotců a bonusové) | Body (porotců a bonusové) | Body (porotců a bonusové) | Body (porotců a bonusové) | Celkem bodů | Finální pořadí | Speciální body |
| Poř. | Soutěžící              | Osobnost       | Píseň                 | Kohák                     | Čvančarová                | Ledecký                   | Háma                      | Bonus                     | Celkem bodů | Finální pořadí | Speciální body |
| ---- | ---------------------- | -------------- | --------------------- | ------------------------- | ------------------------- | ------------------------- | ------------------------- | ------------------------- | ----------- | -------------- | -------------- |
| 1    | Ján Jackuliak          | Bruno Mars     | „The Lazy Song“       | 3                         | 7                         | 1                         | 2                         | 0                         | 13          | 7.             | Debbi          |
| 2    | Robert Urban           | Tina Turner    | „Private Dancer“      | 1                         | 5                         | 2                         | 3                         | 0                         | 11          | 8.             | Roman          |
| 3    | Kateřina Brožová       | Rita Ora       | „Anywhere“            | 7                         | 4                         | 3                         | 4                         | 0                         | 18          | 5.             | Marek          |
| 4    | Zuzana Norisová        | Kate Bushová   | „Babooshka“           | 2                         | 3                         | 6                         | 7                         | 0                         | 18          | 6.             | Kateřina F.    |
| 5    | Marek Lambora          | Mick Jagger    | „Start Me Up“         | 8                         | 8                         | 5                         | 5                         | 10                        | 36          | Vítěz          | Kateřina F.    |
| 6    | Debbi                  | Eminem         | „The Real Slim Shady“ | 5                         | 6                         | 8                         | 6                         | 10                        | 35          | 2.             | Kateřina F.    |
| 7    | Kateřina Marie Fialová | Jennifer Lopez | „Get Right“           | 6                         | 2                         | 4                         | 1                         | 15                        | 28          | 3.             | Marek          |
| 8    | Roman Zach             | Bradley Cooper | „Shallow“             | 4                         | 1                         | 7                         | 8                         | 5                         | 25          | 4.             | Debbi          |

### Třetí týden
- Zdeněk Pohlreich vystoupil jako Ray Parker Jr. s písní „Ghostbusters“.
- Se Zuzanou Norisovou vystoupili Dalibor a Adéla Gondíkovi jako Bee Gees.

| Poř. | Soutěžící              | Osobnost           | Píseň                      | Body (porotců a bonusové) | Body (porotců a bonusové) | Body (porotců a bonusové) | Body (porotců a bonusové) | Body (porotců a bonusové) | Celkem bodů | Finální pořadí | Speciální body |
| Poř. | Soutěžící              | Osobnost           | Píseň                      | Kohák                     | Mašková                   | Ledecký                   | Pohlreich                 | Bonus                     | Celkem bodů | Finální pořadí | Speciální body |
| ---- | ---------------------- | ------------------ | -------------------------- | ------------------------- | ------------------------- | ------------------------- | ------------------------- | ------------------------- | ----------- | -------------- | -------------- |
| 1    | Kateřina Marie Fialová | Nicki Minaj        | „Turn Me On“               | 4                         | 5                         | 1                         | 3                         | 0                         | 13          | 6.             | Zuzana         |
| 2    | Marek Lambora          | Jason Derulo       | „Want To Want Me“          | 1                         | 3                         | 3                         | 2                         | 5                         | 14          | 5.             | Debbi          |
| 3    | Zuzana Norisová        | Barry Gibb         | „Night Fever“              | 8                         | 8                         | 7                         | 7                         | 5                         | 35          | 2.             | Roman          |
| 4    | Ján Jackuliak          | Ed Sheeran         | „Perfect“                  | 5                         | 2                         | 4                         | 1                         | 0                         | 12          | 7.             | Roman          |
| 5    | Roman Zach             | Ella Fitzgeraldová | „Cheek to Cheek“           | 7                         | 7                         | 5                         | 4                         | 10                        | 33          | 3.             | Kateřina B.    |
| 6    | Debbi                  | Christina Aguilera | „Express“                  | 2                         | 4                         | 6                         | 5                         | 10                        | 27          | 4.             | Marek          |
| 7    | Robert Urban           | Steven Tyler       | „Dude (Looks Like a Lady)“ | 3                         | 1                         | 2                         | 6                         | 0                         | 12          | 8.             | Kateřina B.    |
| 8    | Kateřina Brožová       | Macy Gray          | „I Try“                    | 6                         | 6                         | 8                         | 8                         | 10                        | 38          | Vítězka        | Debbi          |

### Čtvrtý týden
- Ondřej Sokol a Aleš Háma vystoupili jako Milan Chladil a Jaroslav Štercl s písní „Jezdím Bez Nehod“.
- S Robertem Urbanem vystoupil i Patrik Děrgel.
- S Jánem Jackuliakem vystoupila Markéta Procházková.

| Poř. | Soutěžící              | Osobnost          | Píseň                   | Body (porotců a bonusové) | Body (porotců a bonusové) | Body (porotců a bonusové) | Body (porotců a bonusové) | Body (porotců a bonusové) | Celkem bodů | Finální pořadí | Speciální body |
| Poř. | Soutěžící              | Osobnost          | Píseň                   | Kohák                     | Sharlota                  | Ledecký                   | Háma                      | Bonus                     | Celkem bodů | Finální pořadí | Speciální body |
| ---- | ---------------------- | ----------------- | ----------------------- | ------------------------- | ------------------------- | ------------------------- | ------------------------- | ------------------------- | ----------- | -------------- | -------------- |
| 1    | Zuzana Norisová        | Katy Perry        | „Chained To The Rhythm“ | 2                         | 5                         | 5                         | 1                         | 5                         | 18          | 5.             | Robert         |
| 2    | Marek Lambora          | Justin Timberlake | „SexyBack“              | 7                         | 4                         | 7                         | 4                         | 0                         | 22          | 4.             | Kateřina B.    |
| 3    | Robert Urban           | Marilyn Monroe    | „Bye Bye Baby“          | 6                         | 7                         | 8                         | 8                         | 15                        | 44          | Vítěz          | Debbi          |
| 4    | Ján Jackuliak          | Franky Gee        | „Iko Iko“               | 1                         | 2                         | 3                         | 2                         | 0                         | 8           | 8.             | Kateřina B.    |
| 5    | Kateřina Brožová       | Madonna           | „Vogue“                 | 8                         | 6                         | 6                         | 5                         | 15                        | 40          | 2.             | Robert         |
| 6    | Roman Zach             | Elvis Presley     | „Rock-A-Hula Baby”      | 4                         | 3                         | 2                         | 6                         | 0                         | 15          | 7.             | Robert         |
| 7    | Kateřina Marie Fialová | Sean Kingston     | „Beautiful Girls“       | 3                         | 1                         | 4                         | 7                         | 0                         | 15          | 6.             | Kateřina B.    |
| 8    | Debbi                  | Marilyn Manson    | „Tainted Love“          | 5                         | 8                         | 1                         | 3                         | 5                         | 22          | 3.             | Zuzana         |

### Pátý týden
- S Robertem Urbanem vystoupil Lukáš Pavlásek.

| Poř. | Soutěžící              | Osobnost         | Píseň            | Body (porotců a bonusové) | Body (porotců a bonusové) | Body (porotců a bonusové) | Body (porotců a bonusové) | Body (porotců a bonusové) | Celkem bodů | Finální pořadí | Speciální body |
| Poř. | Soutěžící              | Osobnost         | Píseň            | Kohák                     | Leichtová                 | Ledecký                   | Háma                      | Bonus                     | Celkem bodů | Finální pořadí | Speciální body |
| ---- | ---------------------- | ---------------- | ---------------- | ------------------------- | ------------------------- | ------------------------- | ------------------------- | ------------------------- | ----------- | -------------- | -------------- |
| 1    | Robert Urban           | PSY              | „Daddy“          | 1                         | 3                         | 2                         | 3                         | 0                         | 9           | 8.             | Marek          |
| 2    | Kateřina Brožová       | Annie Lennox     | „Why“            | 4                         | 2                         | 3                         | 2                         | 0                         | 11          | 6.             | Ján            |
| 3    | Kateřina Marie Fialová | Avril Lavigne    | „Girlfriend“     | 7                         | 5                         | 1                         | 6                         | 5                         | 24          | 5.             | Roman          |
| 4    | Marek Lambora          | Ben E. King      | „Stand By Me“    | 6                         | 4                         | 5                         | 5                         | 5                         | 25          | 3.             | Roman          |
| 5    | Ján Jackuliak          | Janet Jacksonová | „Together Again“ | 5                         | 7                         | 6                         | 7                         | 15                        | 40          | 2.             | Kateřina F.    |
| 6    | Zuzana Norisová        | Kapitán Demo     | „Zlatíčka“       | 2                         | 1                         | 4                         | 4                         | 0                         | 11          | 7.             | Debbi          |
| 7    | Debbi                  | Janis Joplin     | „Summertime“     | 3                         | 8                         | 7                         | 1                         | 5                         | 24          | 4.             | Ján            |
| 8    | Roman Zach             | Nicolas Reyes    | „Bamboléo“       | 8                         | 6                         | 8                         | 8                         | 10                        | 40          | Vítěz          | Ján            |

### Šestý týden
Začátek dílu věnoval moderátor Ondřej Sokol památce na zesnulého Karla Gotta.
- S Markem Lamborou vystoupil i Aleš Háma.
- S Kateřinou Marií Fialovou vystoupil David Gránský jako Chris Martin ze skupiny Coldplay.
- S Kateřinou Brožovou vystoupila Jitka Boho jako Ariana Grande.
- S Jánem Jackuliakem vystoupila Jitka Schneiderová jako Nicole Kidmanová.

| Poř. | Soutěžící              | Osobnost       | Píseň                          | Body (porotců a bonusové) | Body (porotců a bonusové) | Body (porotců a bonusové) | Body (porotců a bonusové) | Body (porotců a bonusové) | Celkem bodů | Finální pořadí | Speciální body |
| Poř. | Soutěžící              | Osobnost       | Píseň                          | Kohák                     | Mareš                     | Ledecký                   | Háma                      | Bonus                     | Celkem bodů | Finální pořadí | Speciální body |
| ---- | ---------------------- | -------------- | ------------------------------ | ------------------------- | ------------------------- | ------------------------- | ------------------------- | ------------------------- | ----------- | -------------- | -------------- |
| 1    | Roman Zach             | Dexter Holland | „Pretty Fly (For a White Guy)“ | 3                         | 1                         | 2                         | 4                         | 0                         | 10          | 8.             | Kateřina F.    |
| 2    | Marek Lambora          | Naďa Urbánková | „Vilém Peče Housky“            | 7                         | 5                         | 4                         | 1                         | 5                         | 22          | 4.             | Debbi          |
| 3    | Kateřina Marie Fialová | Rihanna        | „Princess Of China“            | 8                         | 7                         | 7                         | 8                         | 5                         | 35          | 2.             | Robert         |
| 4    | Robert Urban           | Álvaro Soler   | „Sofia“                        | 6                         | 4                         | 5                         | 7                         | 5                         | 27          | 3.             | Debbi          |
| 5    | Kateřina Brožová       | Stevie Wonder  | „Faith“                        | 2                         | 6                         | 6                         | 2                         | 5                         | 21          | 5.             | Zuzana         |
| 6    | Zuzana Norisová        | Meghan Trainor | „Lips Are Movin'“              | 1                         | 3                         | 3                         | 6                         | 5                         | 18          | 6.             | Debbi          |
| 7    | Debbi                  | The Weeknd     | „Earned It“                    | 4                         | 8                         | 8                         | 5                         | 15                        | 40          | Vítězka        | Marek          |
| 8    | Ján Jackuliak          | Ewan McGregor  | „Your Song“                    | 5                         | 2                         | 1                         | 3                         | 0                         | 11          | 7.             | Kateřina B.    |

### Sedmý týden
- S Kateřinou Marií Fialovou vystoupili Ondřej Sokol a Jakub Kohák.
- S Robertem Urbanem vystoupili Jitka Boho a Vojtěch Drahokoupil jako Las Ketchup.
- S Romanem Zachem vystoupila Michaela Badinková jako Hana Zagorová.

| Poř. | Soutěžící              | Osobnost        | Píseň                | Body (porotců a bonusové) | Body (porotců a bonusové) | Body (porotců a bonusové) | Body (porotců a bonusové) | Body (porotců a bonusové) | Celkem bodů | Finální pořadí | Speciální body |
| Poř. | Soutěžící              | Osobnost        | Píseň                | Kohák                     | Zagorová                  | Ledecký                   | Háma                      | Bonus                     | Celkem bodů | Finální pořadí | Speciální body |
| ---- | ---------------------- | --------------- | -------------------- | ------------------------- | ------------------------- | ------------------------- | ------------------------- | ------------------------- | ----------- | -------------- | -------------- |
| 1    | Marek Lambora          | Hugh Jackman    | „The Greatest Show“  | 5                         | 6                         | 7                         | 6                         | 5                         | 29          | 3.             | Kateřina F.    |
| 2    | Kateřina Marie Fialová | Taylor Swift    | „Blank Space“        | 1                         | 2                         | 6                         | 5                         | 5                         | 19          | 5.             | Zuzana         |
| 3    | Robert Urban           | Lucía Muñozová  | „Asereje“            | 3                         | 1                         | 1                         | 2                         | 0                         | 7           | 8.             | Zuzana         |
| 4    | Ján Jackuliak          | David Draiman   | „Sound Of Silence“   | 6                         | 3                         | 4                         | 4                         | 5                         | 22          | 4.             | Zuzana         |
| 5    | Debbi                  | MØ              | „Lean On“            | 2                         | 8                         | 2                         | 1                         | 0                         | 13          | 7.             | Zuzana         |
| 6    | Kateřina Brožová       | Whitney Houston | „Queen Of The Night“ | 4                         | 7                         | 3                         | 3                         | 0                         | 17          | 6.             | Roman          |
| 7    | Zuzana Norisová        | CeeLo Green     | „Crazy“              | 8                         | 4                         | 8                         | 7                         | 20                        | 47          | Vítězka        | Ján            |
| 8    | Roman Zach             | Juraj Kukura    | „Nech Brouka Žít“    | 7                         | 5                         | 5                         | 8                         | 5                         | 30          | 2.             | Marek          |

### Osmý týden
- S Romanem Zachem vystoupili Ondřej Ruml a Monika Absolonová jako Yosef Wolde a Ray Dalton.
- S Markem Lamborou vystoupila Anna Fialová jako Emma Stoneová.
- Se Zuzanou Norisovou vystoupili Soňa Norisová a Robert Jašków jako Cindy Wilson a Fred Schneider.
- S Robertem Urbanem vystoupila Markéta Konvičková jako Marika Gombitová.

| Poř. | Soutěžící              | Osobnost        | Píseň                | Body (porotců a bonusové) | Body (porotců a bonusové) | Body (porotců a bonusové) | Body (porotců a bonusové) | Body (porotců a bonusové) | Celkem bodů | Finální pořadí | Speciální body |
| Poř. | Soutěžící              | Osobnost        | Píseň                | Kohák                     | Děrgel                    | Ledecký                   | Háma                      | Bonus                     | Celkem bodů | Finální pořadí | Speciální body |
| ---- | ---------------------- | --------------- | -------------------- | ------------------------- | ------------------------- | ------------------------- | ------------------------- | ------------------------- | ----------- | -------------- | -------------- |
| 1    | Roman Zach             | Tshawe Baqwa    | „Don't Worry“        | 3                         | 2                         | 1                         | 2                         | 0                         | 8           | 8.             | Robert         |
| 2    | Marek Lambora          | Ryan Gosling    | „A Lovely Night“     | 1                         | 6                         | 7                         | 7                         | 0                         | 21          | 4.             | Kateřina F.    |
| 3    | Kateřina Marie Fialová | Michael Jackson | „Bad“                | 8                         | 8                         | 8                         | 8                         | 30                        | 62          | Vítězka        | Debbi          |
| 4    | Zuzana Norisová        | Kate Piersonová | „Love Shack“         | 7                         | 7                         | 5                         | 1                         | 0                         | 20          | 5.             | Kateřina F.    |
| 5    | Debbi                  | P!nk            | „What About Us“      | 5                         | 5                         | 4                         | 3                         | 5                         | 22          | 2.             | Kateřina F.    |
| 6    | Kateřina Brožová       | Gwen Stefani    | „Rich Girl“          | 4                         | 1                         | 6                         | 5                         | 0                         | 16          | 6.             | Kateřina F.    |
| 7    | Robert Urban           | Miroslav Žbirka | „V slepých uličkách“ | 6                         | 3                         | 2                         | 6                         | 5                         | 22          | 3.             | Kateřina F.    |
| 8    | Ján Jackuliak          | Netta           | „Toy“                | 2                         | 4                         | 3                         | 4                         | 0                         | 13          | 7.             | Kateřina F.    |

### Devátý týden
- S Kateřinou Brožovou vystoupil Jakub Kohák jako Sky Blu.
- S Jánem Jackuliakem vystoupila Tereza Mašková jako Anastacia.
- Se Zuzanou Norisovou vystoupil David Kraus jako Nick Cave.

| Poř. | Soutěžící              | Osobnost        | Píseň                       | Body (porotců a bonusové) | Body (porotců a bonusové) | Body (porotců a bonusové) | Body (porotců a bonusové) | Body (porotců a bonusové) | Celkem bodů | Finální pořadí | Speciální body |
| Poř. | Soutěžící              | Osobnost        | Píseň                       | Kohák                     | Bílá                      | Ledecký                   | Háma                      | Bonus                     | Celkem bodů | Finální pořadí | Speciální body |
| ---- | ---------------------- | --------------- | --------------------------- | ------------------------- | ------------------------- | ------------------------- | ------------------------- | ------------------------- | ----------- | -------------- | -------------- |
| 1    | Kateřina Brožová       | Redfoo          | „Sorry For Party Rockin' “  | 8                         | 1                         | 3                         | 2                         | 0                         | 14          | 7.             | Ján            |
| 2    | Robert Urban           | Robbie Williams | „Angels“                    | 7                         | 6                         | 8                         | 8                         | 0                         | 29          | 2.             | Roman          |
| 3    | Ján Jackuliak          | Jason Kay       | „Bad Girls“                 | 5                         | 5                         | 2                         | 3                         | 10                        | 25          | 3.             | Marek          |
| 4    | Roman Zach             | Dani Klein      | „Nah Neh Nah“               | 3                         | 4                         | 1                         | 5                         | 10                        | 23          | 4.             | Marek          |
| 5    | Kateřina Marie Fialová | Billie Eilish   | „Bad Guy“                   | 2                         | 7                         | 6                         | 4                         | 0                         | 19          | 5.             | Roman          |
| 6    | Marek Lambora          | Missy Elliott   | „Lose Control“              | 6                         | 8                         | 7                         | 7                         | 20                        | 48          | Vítěz          | Ján            |
| 7    | Zuzana Norisová        | Kylie Minogue   | „Where the Wild Roses Grow“ | 4                         | 3                         | 5                         | 6                         | 0                         | 18          | 6.             | Marek          |
| 8    | Debbi                  | Nikki Blonsky   | „You Can't Stop the Beat“   | 1                         | 2                         | 4                         | 1                         | 0                         | 8           | 8.             | Marek          |

### Desátý týden (Speciální česko-slovenský týden)
V tomto díle zazněly pouze české a slovenské písně.
- S Kateřinou Brožovou vystoupil Ondřej Ruml jako Waldemar Matuška.
- S Markem Lamborou vystoupily Lucie Zedníčková a Amélie Pokorná Zedníčková.
- Ján Jackuliak také vystoupil jako Tomáš Klus.
- S Debbi vystoupil Jan Kopečný jako Karel Černoch.

| Poř. | Soutěžící              | Osobnost           | Píseň                       | Body (porotců a bonusové) | Body (porotců a bonusové) | Body (porotců a bonusové) | Body (porotců a bonusové) | Body (porotců a bonusové) | Celkem bodů | Finální pořadí | Speciální body |
| Poř. | Soutěžící              | Osobnost           | Píseň                       | Kohák                     | Dyková                    | Ledecký                   | Háma                      | Bonus                     | Celkem bodů | Finální pořadí | Speciální body |
| ---- | ---------------------- | ------------------ | --------------------------- | ------------------------- | ------------------------- | ------------------------- | ------------------------- | ------------------------- | ----------- | -------------- | -------------- |
| 1    | Roman Zach             | Josef Vojtek       | „Burlaci“                   | 4                         | 4                         | 2                         | 3                         | 10                        | 23          | 3.             | Kateřina F.    |
| 2    | Zuzana Norisová        | Dara Rolins        | „Čo o mně vieš“             | 1                         | 3                         | 4                         | 2                         | 5                         | 15          | 8.             | Kateřina B.    |
| 3    | Kateřina Marie Fialová | Berenika Kohoutová | „Dělám stojky“              | 2                         | 5                         | 3                         | 4                         | 5                         | 19          | 6.             | Robert         |
| 4    | Kateřina Brožová       | Helena Vondráčková | „To se nikdo nedoví“        | 3                         | 1                         | 7                         | 7                         | 5                         | 23          | 2.             | Robert         |
| 5    | Marek Lambora          | Šimon Caban        | „Je to fajn“                | 5                         | 6                         | 5                         | 6                         | 0                         | 22          | 4.             | Robert         |
| 6    | Ján Jackuliak          | Richard Krajčo     | „Cesta“                     | 7                         | 2                         | 6                         | 1                         | 0                         | 16          | 7.             | Roman          |
| 7    | Robert Urban           | Jana Kratochvílová | „Dlouhá bílá žhoucí kometa“ | 8                         | 8                         | 8                         | 8                         | 15                        | 47          | Vítěz          | Zuzana         |
| 8    | Debbi                  | Peter Dvorský      | „Láska prý“                 | 6                         | 7                         | 1                         | 5                         | 0                         | 19          | 5.             | Roman          |

### Jedenáctý týden (semifinále)
- S Robertem Urbanem vystoupil Vojtěch Drahokoupil jako Elton John.
- S Kateřinou Marií Fialovou vystoupil Milan Peroutka jako Shawn Mendes.

| Poř. | Soutěžící              | Osobnost         | Píseň                        | Body (porotců a bonusové) | Body (porotců a bonusové) | Body (porotců a bonusové) | Body (porotců a bonusové) | Body (porotců a bonusové) | Celkem bodů | Finální pořadí | Speciální body |
| Poř. | Soutěžící              | Osobnost         | Píseň                        | Kohák                     | Alagič                    | Ledecký                   | Háma                      | Bonus                     | Celkem bodů | Finální pořadí | Speciální body |
| ---- | ---------------------- | ---------------- | ---------------------------- | ------------------------- | ------------------------- | ------------------------- | ------------------------- | ------------------------- | ----------- | -------------- | -------------- |
| 1    | Robert Urban           | RuPaul           | „Don't Go Breaking My Heart“ | 2                         | 1                         | 2                         | 4                         | 0                         | 9           | 7.             | Marek          |
| 2    | Zuzana Norisová        | Robert Smith     | „Lovesong“                   | 5                         | 5                         | 3                         | 6                         | 5                         | 24          | 4.             | Marek          |
| 3    | Debbi                  | Adele            | „Set Fire To The Rain“       | 7                         | 7                         | 6                         | 5                         | 0                         | 25          | 3.             | Marek          |
| 4    | Ján Jackuliak          | Jacek            | „Brňákům, těm je hej“        | 1                         | 2                         | 1                         | 3                         | 0                         | 7           | 8.             | Marek          |
| 5    | Kateřina Marie Fialová | Camila Cabello   | „Señorita“                   | 3                         | 8                         | 7                         | 2                         | 0                         | 20          | 5.             | Zuzana         |
| 6    | Kateřina Brožová       | Liza Minnelliová | „Son Of A Preacher Man“      | 8                         | 3                         | 8                         | 8                         | 0                         | 27          | 2.             | Marek          |
| 7    | Roman Zach             | Michael Stipe    | „Losing My Religion“         | 6                         | 4                         | 4                         | 1                         | 5                         | 20          | 6.             | Marek          |
| 8    | Marek Lambora          | Freddie Mercury  | „Who Wants To Live Forever“  | 4                         | 6                         | 5                         | 7                         | 30                        | 52          | Vítěz          | Roman          |

### Dvanáctý týden (finále)
- Lucie Bílá vystoupila se svojí písní „Tygřice“.

| Poř. | Soutěžící              | Osobnost        | Píseň                 | Finální pořadí |
| ---- | ---------------------- | --------------- | --------------------- | -------------- |
| 1    | Debbi                  | Beyoncé         | „If I Were A Boy“     | 4.             |
| 2    | Robert Urban           | Lil Nas X       | „Old Town Road“       | 5.             |
| 2    | Zuzana Norisová        | Billy Ray Cyrus | „Old Town Road“       | 6.             |
| 3    | Roman Zach             | Lionel Richie   | „Say You, Say Me“     | 3.             |
| 4    | Kateřina Marie Fialová | Sia             | „The Greatest“        | 2.             |
| 5    | Ján Jackuliak          | Tony Bennett    | „The Lady Is A Tramp“ | 8.             |
| 5    | Kateřina Brožová       | Lady Gaga       | „The Lady Is A Tramp“ | 7.             |
| 6    | Marek Lambora          | Prince          | „Cream“               | Vítěz          |

## Sledovanost
| Pořadí | Epizoda                 | Datum premiéry     | Sledovanost Česko | Sledovanost Česko | Sledovanost Česko | Sledovanost Česko | Sledovanost Česko |
| Pořadí | Epizoda                 | Datum premiéry     | 15+               | Share             | Share             | Share             | Ref.              |
| Pořadí | Epizoda                 | Datum premiéry     | 15+               | 15+               | 15–54             | 15–69             | Ref.              |
| ------ | ----------------------- | ------------------ | ----------------- | ----------------- | ----------------- | ----------------- | ----------------- |
| 1      | První týden             | 7. září 2019       | 799 000           | 22,5 %            | 16,0 %            | 21,2 %            | [ 4 ]             |
| 2      | Druhý týden             | 14. září 2019      | 691 000           | 23,1 %            | 16,9 %            | 25,9 %            | [ 5 ]             |
| 3      | Třetí týden             | 21. září 2019      | 700 000           | 22,7 %            | 27,0 %            | 25,2 %            | [ 6 ]             |
| 4      | Čtvrtý týden            | 28. září 2019      | 691 000           | 21,6 %            | 26,0 %            | 23,8 %            | [ 7 ]             |
| 5      | Pátý týden              | 5. října 2019      | 764 000           | 22,6 %            | 30,0 %            | 25,5 %            | [ 8 ]             |
| 6      | Šestý týden             | 12. října 2019     | 570 000           | 16,9 %            | 22,6 %            | 19,7 %            | [ 9 ]             |
| 7      | Sedmý týden             | 19. října 2019     | 627 000           | 18,1 %            | 21,6 %            | 20,4 %            | [ 10 ]            |
| 8      | Osmý týden              | 26. října 2019     | 600 000           | 17,7 %            | 20,5 %            | 19,4 %            | [ 11 ]            |
| 9      | Devátý týden            | 2. listopadu 2019  | 686 000           | 18,9 %            | 21,2 %            | 20,8 %            | [ 12 ]            |
| 10     | Desátý týden            | 9. listopadu 2019  | 777 000           | 21,7 %            | 25,7 %            | 24,4 %            | [ 13 ]            |
| 11     | Jedenáctý týden         | 16. listopadu 2019 | 655 000           | 18,6 %            | 23,0 %            | 20,8 %            | [ 14 ]            |
| 12     | Dvanáctý týden (finále) | 23. listopadu 2019 | 767 000           | 21,7 %            | 26,1 %            | 24,1 %            | [ 15 ]            |
| Průměr | Průměr                  | Průměr             | 694 000           | 20,5 %            | 23,1 %            | 22,6 %            | —                 |
| 13     | Silvestrovský sestřih   | 31. prosince 2019  | 609 000           | 16,9 %            | 23,8 %            | 20,2 %            | [ 16 ]            |

### Silvestrovský sestřih
Dne 31. prosince 2019 byl pro diváky připraven silvestrovský sestřih pořadu s podtitulem Silvestrovský trhák. Nejlepší vystoupení byly vybrány téměř z 600 hudebních čísel ze všech šesti řad soutěže. Diváci se mohli těšit na nejzábavnější a největší proměny. Moderátor Ondřej Sokol a Jakub Kohák si pro diváky připravili zábavné scény. Oba byli uvězněni hercem Zdeňkem Godlou na neznámém místě. Vystoupila Hana Holišová jako Michael Jackson, Marta Jandová jako Meat Loaf, Markéta Procházková jako H.P. Baxxter, Martha Issová jako Geri Halliwell, Tereza Mašková jako Karel Gott, Robert Jašków jako Jarmila Šuláková, Robert Urban jako Álváro Soler nebo Eva Burešová, Berenika Kohoutová, Markéta Procházková, Markéta Konvičková, Jitka Boho a Anna Slováčková jako The Pussycat Dolls a další. Na prvním místě hudebního žebříčku se umístil Jan Cina jako Montserrat Caballé. Sestřih probíhal v úterý od 20.35 do 0.00.